# قانون مشاركة وحماية المعلومات الرقمية

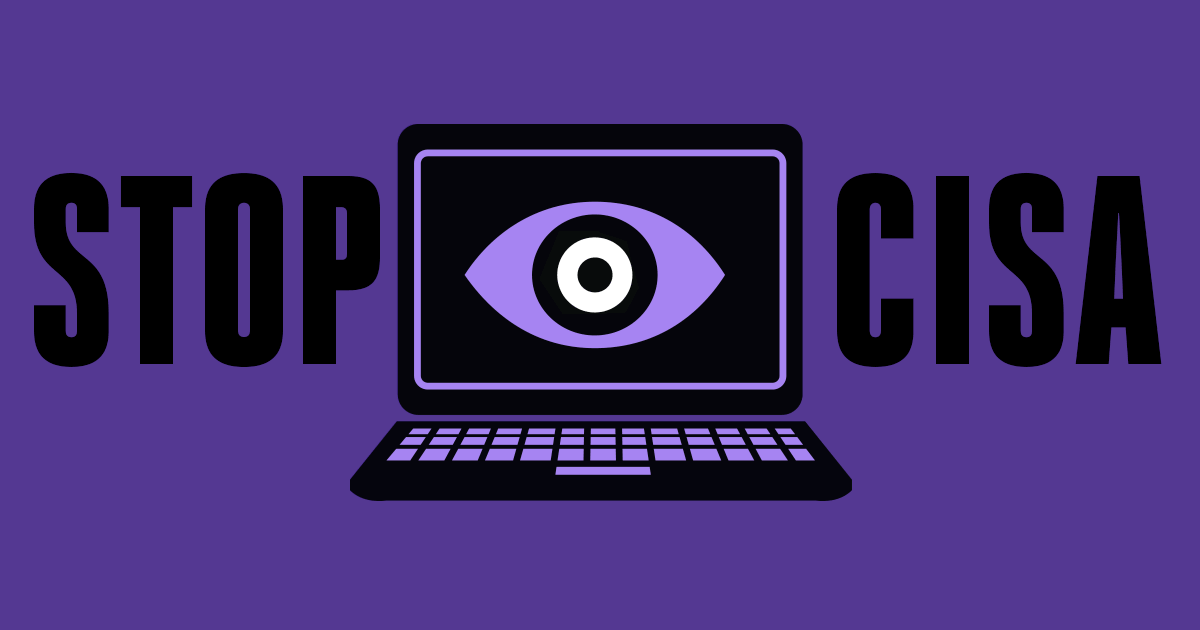
قانون مشاركة وحماية المعلومات الرقمية (cispa) يتعرض لدعوات تطالب بإبطاله بسبب اتهامات باختراقه للخصوصية والتجسس على المستخدمين.

قانون مشاركة وحماية المعلومات الرقمية (بالإنجليزية: Cyber Intelligence Sharing and Protection Act)‏ ويعرف اختصارا باسم سيسبا (CISPA) هو قانون اقترح في الولايات المتحدة يسمح بمشاركة معلومات حركة الإنترنت بين الحكومة الأمريكية وشركات التقنية والتصنيع. وهدف المعلن من هذه الوثيقة أن يساعد الحكومة الأمريكية على تحري تهديدات الإنترنت وضمان أمن الشبكات ضد الهجمات على الإنترنت.
قدم التشريع في 30 نوفمبر 2011 من قبل النائب الأمريكي مايكل روجرز الجمهوري عن ولاية ميشيغان، و111 مشارك في الدعم. تم تمرير الوثيقة في مجلس النواب في 26 أبريل 2012، لكن لم يصادق عليها مجلس الشيوخ الأمريكي. جادل مستشارو الرئيس أوباما بأن الوثيقة تفتقر إلى السرية وحماية الحريات المدنية ونصحوه بنقضها. في فبراير 2013 أعاد البيت الأبيض تقديم الوثيقة  ومررها في 18 أبريل 2013.
انتقدت سيسبا من قبل دعاة خصوصية الإنترنت والحريات المدنية، مثل مؤسسة الجبهة الالكترونية، اتحاد المدافعين عن الحريات المدنية الأمريكي، الكفاح من أجل المستقبل، وأفاز دوت أورغ، بالإضافة إلى مختلف المجموعات المحافظة والتحررية منها معهد المشروع التنافسي، تيك فريدوم، فريدوم وركس، أمريكيون من أجل الحكومة المحدودة، تحالف حرية، والاتحاد المحافظ الأمريكي. تجادل تلك المجموعات أن سيسبا تحتوي قيودا قليلة حول كيفية وفترة مراقبة الحكومة لتصفح أي فرد للمعلومات على الإنترنت. إضافة إلى ذلك، يخشون بأن مثل هذه السلطات الجديدة يمكن أن تستعمل للتجسس على الناس بدلا من متابعة المخترقين الأشرار. لقيت سيسبا الاستحسان من الشركات ومجموعات الضغط مثل مايكروسوفت، فيسبوك، أي تي أند تي، آي بي إم، آبل وغرفة التجارة الأمريكية، التي تنظر إليها كوسيلة بسيطة وفعالة لمشاركة المعلومات المهمة حول تهديد الإنترنت مع الحكومة.
رأى بعض النقاد سيسبا كمحاولة ثانية لتقوية قوانين القرصنة الرقمية بعد أن قابل قانون سوبا معارضة هائلة. . أدرجت سرقة الملكية الفكرية أوليا في الوثيقة كسبب محتمل لمشاركة معلومات حركة الإنترنت مع الحكومة، مع أنها أزيلت في المسودات اللاحقة.

## المحتوى
سيسبا هي تعديل لقرار الأمن القومي عام 1947، الذي لا يحتوي حاليا البنود الخاصة بجرائم الإنترنت. وتضيف البنود التي تصف المعلومات المهددة للإنترنت بأنها "معلومات في حوزة عنصر جماعة المخابرات يخص مباشرة نقاط ضعف أو تهديد لنظام أو شبكة لكيان حكومي أو خاص، منها المعلومات التي تخص حماية نظام أو شبكة من أي 'جهود لتخفيض أو عرقلة أو تحطيم هذا النظام أو الشبكة أو ما شابهه'. بالإضافة لهذا، تتطلب سيسبا من مدير الاستخبارات الوطنية أن يبدأ الإجراءات للسماح لعناصر جماعة المخابرات لتشارك بمعلومات تهديد الإنترنت مع كيانات القطاع الخاص ويشجع على مشاركة مثل هذه المعلومات.
في 16 أبريل 2012، أعلنت لجنة مجلس مخابرات النواب المختارة الدائمة في بيان صحفي موافقتها على عدة تعديلات في سيسبا، مها إضافة بند جديد «للسماح للدعاوي الاتحادية ضد الحكومة لأي انتهاك القيود الموضوعة على استعمال الحكومة للمعلومات المشتركة طوعا، ومنها الخصوصية المهمة وحماية الحريات المدنية كما احتوتها الوثيقة»، إدراج بند مانع تكليف «يمنع الحكومة بشكل واضح من أن تكيّف مشاركتها لمعلومات تهديد الإنترنت مع مشاركة معلومات القطاع الخاص مع الحكومة»، ومنع الحكومة من استعمال المعلومات «لأي غرض قانوني آخر مالم يكن للحكومة هدف هام لحماية أمن الشبكة أو الأمن القومي في استعمالها للمعلومات». الأحكام ذات الصلة وضحت أيضا «أنها تركز على حقيقة أن الوثيقة صممت للحماية من الوصول غير المصرح إلى الشبكات أو الأنظمة، وبالذات الوصول غير المصرح الذي يهدف لسرقة معلومات خاصة أو حكومية». كذلك فإن بيانات تهديد الإنترنت المجمعة يمكن أن تستعمل أيضا لتحري «التهديد الوشيك للأذى الجسماني على الأفراد» أو «استغلال قاصر»، ما يجعلها على نفس الخط مع قوانين حالية يصنفها قانون باتريوت وقانون احموا أطفالنا حيث يسمح وفق هذين الشرطين للكيانات المحمية أن تشارك البيانات طوعا مع الحكومة الأمريكية، ووكالات تطبيق القانون، والمركز الوطني للأطفال المفقودين والمستغلين.

## التطورات الحالية
قال رعاة الوثيقة مايك روجرز وداتش روبرزبرغر، رئيس مجلس الإدارة والعضو البارز في لجنة الاستخبارات في مجلس النواب على التوالي، في 25 أبريل 2012 أن معارضة إدارة أوباما تستند في الغالب على انعدام تنظيم البنية التحتية الحيوية، وهو أمر خارج سلطة لجنة الاستخبارات، وقد عرضj أيضا حزمة تعديلات على التشريعات هدفها «معالجة كل انتقاد وجهتها لها الإدارة، ولا سيما تلك المتعلقة بالخصوصية والحريات المدنية».
ونظرا للمعارضة التي شهدتها الوثيقة، يخطط الرعاة لتعديلها لمعالجة العديد من مخاوف المعارضين – بما في ذلك وضع تعريف أضيق للتهديدات السيبرانية، ومشيرا إلى أن «السرقة الفكرية» تشير إلى سرقة البحوث والتنمية. وكذلك ستكون هناك عقوبات الآن إذا ما استخدمت الشركات الخاصة أو الحكومة بيانات سيسبا لأغراض «لا علاقة لها بالتهديدات السيبرانية.»
لكن ذكر شاران برادفورد فرانكلين، من مشروع الدستور، «على الرغم من أننا نقدر جهود لجنة الاستخبارات لتحسين الوثيقة والدخول في حوار مع دعاة الخصوصية، فإن التغييرات في مسودتها الحالية لا تقترب من معالجة تهديدات الحريات المدنية التي تشكلها الوثيقة، وبعض المقترحات في الواقع ستجعل سيسبا أسوأ. ولذلك، يجب على الكونغرس ألا يقر سيسبا».
ذكر ريني ريتمان من مؤسسة الجبهة الالكترونية: «حتى الآن لم يستجب واضعو الوثيقة لهذه الانتقادات، وتقديم التعديلات التي كانت سطحية بدرجة كبيرة. وتجاهلوا المخاوف الخطيرة حول امكانية تقويض هذا القانون لحقوق الخصوصية الأساسية لمستخدمي الإنترنت، ووصف النائب مايك روجرز الاحتجاجات المتنامية ضد سيسبا بأنها» اضطراب«، وتعهد بدفع التصويت نحو الإقرار دون تغييرات جذرية».
قال كيندال بورمان من مركز الديمقراطية والدول التكنولوجيا، «قام واضعو سيسبا ببعض التغييرات الإيجابية في الآونة الأخيرة. للأسف، فإن أيا من التغييرات لم يصل لقلب مشاكل الخصوصية التي أعرب عنها مستخدمو الإنترنت وجماعات الدعوة».
في أبريل 2012، أصدر مكتب الإدارة والميزانية التابع للمكتب التنفيذي لرئيس الولايات المتحدة بيانا يعارض بشدة الوثيقة الحالية، وأوصى بنقضها.
في 26 أبريل 2012، أقر مجلس النواب سيسبا.
في 13 فبراير 2013، أعاد النائب مايك روجرز وثيقة سيسبا في الكونغرس.
في 18 أبريل 2013، أقر مجلس النواب الوثيقة

### أصوات مجلس النواب
| تصويت مجلس النواب في 26 أبريل 2012 على تمرير سيسبا | تصويت مجلس النواب في 26 أبريل 2012 على تمرير سيسبا | تصويت مجلس النواب في 26 أبريل 2012 على تمرير سيسبا | تصويت مجلس النواب في 26 أبريل 2012 على تمرير سيسبا |
| الانتماء                                           | أصوات نعم                                          | أصوات لا                                           | لم يصوت                                            |
| -------------------------------------------------- | -------------------------------------------------- | -------------------------------------------------- | -------------------------------------------------- |
| الديمقراطيون                                       | 42                                                 | 140                                                | 8                                                  |
| الجمهوريون                                         | 206                                                | 28                                                 | 7                                                  |
| المجموع                                            | 248                                                | 168                                                | 15                                                 |

هناك قائمة كاملة على موقع House.gov.

| تصويت مجلس النواب في 18 أبريل 2013 | تصويت مجلس النواب في 18 أبريل 2013 | تصويت مجلس النواب في 18 أبريل 2013 | تصويت مجلس النواب في 18 أبريل 2013 |
| الانتماء                           | أصوات نعم                          | أصوات لا                           | لم يصوت                            |
| ---------------------------------- | ---------------------------------- | ---------------------------------- | ---------------------------------- |
| الديمقراطيون                       | 92                                 | 98                                 | 11                                 |
| الجمهوريون                         | 196                                | 29                                 | 6                                  |
| المجموع                            | 288                                | 127                                | 17                                 |

هناك قائمة كاملة على موقع House.gov.

## الداعمون
لقيت سيسبا الدعم من عديد المجموعات التجارية التي تحتوي على أكثر من ثمانمائة شركة في القطاع الخاص، بما في ذلك تحالف البرامج التجارية، CTIA – جمعية اللاسلكيات، ومجلس صناعة تكنولوجيا المعلومات، تحالف أمن الإنترنت، الجمعية الوطنية للكوابل والاتصالات السلكية واللاسلكية، جمعية الدفاع الوطني الصناعية، تيك أميريكا وغرفة التجارة الأمريكية، بالإضافة إلى شركات الاتصالات السلكية واللاسلكية الرئيسية الفردية وشركات تكنولوجيا المعلومات مثل إيه تي آند تي، آي بي إم، وإنتل، وشركة أوراكل، وسيمانتيك، وفيريزون. لم تتخذ جوجل موقفا علنيا على الوثيقة ولكنها أظهرت الدعم سابقا، والآن تقول أنها تدعم الفكرة ولكنها تعتقد أن الوثيقة بحاجة إلى بعض العمل.

## معارضة
- النائب السابق رون بول (جمهوري عن تكساس) عارض الوثيقة علنا واصفا إياها بانها «تقليد صارخ للأخ الأكبر.»[29][30][31][32]
- 36 مجموعات حاليا تعارض سيسبا[33] بالإضافة لست مجموعات اعتبارا من 21 أبريل.[34] وتسرد مؤسسة الحدود الإلكترونية قائمة المعارضين وهي في تزايد[35] فضلا عن قائمة من الخبراء الأمنيين والأكاديميين والمهندسين المعارضين للوثيقة.[36] كما نشروا بيانا "لا تدعوا الكونجرس يستخدم رعب "الأمن السيبراني" لتقويض الحقوق الرقمية”.[37]
- ضمت معارضة سيسبا أكثر من 840,000 موقع على الإنترنت على عريضة المنظمة المدنية العالمية Avaaz.org لأعضاء الكونجرس الأمريكي بعنوان «أنقذ الإنترنت من الولايات المتحدة».[38] قدمت Avaaz أيضا عريضة إلى الفيسبوك، ومايكروسوفت، وIBM بعنوان «نهاية الخصوصية على الإنترنت»، والتي وقعها أكثر من 840,000 شخص.[39]
- نشر مركز الديمقراطية والتكنولوجيا (CDT) بيانا بعنوان "خطة الأمن السيبراني ذات السبع خطوات لحرية الإنترنت". وعارضت منظمة CDT علنا وثيقة مايك روجرز المستندة على هذه المعايير.[40] كما دعم علنا وثيقة منافسة في مجلس النواب برعاية النائب دان لونغرن (جمهوري عن كاليفورنيا)[41] والتي لم يبلغ عنها بعد من قبل اللجنة.[42]
- مشروع الدستور (TCP) «يرى أن تشريعات الأمن السيبراني معلقة حاليا أمام الكونغرس وبداخلها المخاطر الرئيسية على الحريات المدنية والتي يجب معالجتها قبل سن أي وثيقة لتصبح قانونا».[43]
- وقد أصدر الاتحاد الأمريكي للحريات المدنية (ACLU) أيضا بيانا يعارض الوثيقة قائلا: "إن قانون سيسبا سيوجد استثناء لجميع قوانين الخصوصية والسماح للشركات بتبادل البيانات الخاصة والشخصية للزبائن مع الحكومة لأغراض الأمن السيبراني”. ويستمر البيان، "وخلف إمكانية ترخيص جمع هذه البيانات الضخمة، فلن توفر الوثيقة أي رقابة ذات معنى، أو توفر أي مساءلة لهذه السلطات الجديدة التي تشارك المعلومات".[44]
- قالت مؤسسة صن لايت، «إن الوثيقة الجديدة للأمن السيبراني، سيسبا، أو HR 3523، كارثية على الشفافية. فالوثيقة تقترح جمع معلومات واسعة وتقاسم القوى (وهو أمر تكلمت عنه الشركات مطولا). وحتى إن منحت الوثيقة تلك الصلاحيات، فهي لا تضع رقابة عامة لهذا العمل».[45]
- جنك ويغور، من كيورنت تي في، عارض الوثيقة وأبرز أحد خطابات مايك روجرز حول الوثيقة لمجتمع الأعمال. كما حاول تلخيص الوثيقة لجمهورها.[46]
- عارضت ديماند بروغرس مشروع سيسبا، مشيرة إلى «أن سيسبا ستطمس أي مظهر من مظاهر الخصوصية على شبكة الإنترنت في الولايات المتحدة».[47]
- انضم معهد المشاريع التنافسية مع TechFreedom، FreedomWorks، ومنظمة أميركيون نحو حكومة محدودة، وائتلاف الحرية، آل كارديناس، والاتحاد الأميركي المحافظ، لإرسال رسالة إلكترونية إلى الكونغرس.[48] كما قال معهد الأعمال التنافسية، «رغم نوايا الوثيقة النبيلة، فإنها تخاطر بتوسيع السلطة الاتحادية بشكل لا مبرر له، وتقويض حرية التعاقد، والإضرار بالقدرة التنافسية في قطاع التكنولوجي». ويسرد معهد الأعمال التنافسية ستة مشاكل داخل الوثيقة نفسها وكيفية إصلاح هذه المشاكل.[34]
- قالت مؤسسة مراسلون بلا حدود، «نعرب عن بالغ قلقنا من قانون سيسبا، وثيقة أمن الحاسوب المعروضة الآن أمام الكونغرس الأميركي. وتحت مسمى الحرب على الجريمة السيبرانية، فإنها تسمح للشركات الحكومية والخاصة بنشر تدابير صارمة لمراقبة الويب، وحتى حجبه. بل قد تستخدم لإغلاق مواقع تنشر ملفات أو معلومات سرية».[49]
- عارضت testPAC مشروع سيسبا وقالت «أن سيسبا ستنفتح باب كل بيت في أمريكا على مصراعيه، لكنه تفتقر للأدوات اللازمة لتعرف إذا كان هناك مجرم مختبئ في العلية. لماذا نسلم جوهر خصوصيتنا من أجل راحة الشركات والحكومة؟».[50]
- عارضت شركة موزيلا، وهي صانعة متصفح الويب فايرفوكس، مشروع سيسبا قائلة: «رغم أننا نؤيد بكل إخلاص زيادة الأمان على الإنترنت، فإن سيسبا بها هدف واسع ومثيرة للقلق يتجاوز حدود أمن الإنترنت».[51]
- رابطة مكائن الحوسبة ترى أن «تقاسم المعلومات بشكل أكثر فعالية في دعم الأمن السيبراني هو هدف جدير بالثناء، ولكن سيسبا ناقصة جدا في نهجها في حماية معلومات الإنترنت. ويمكن التوصل لنهج أفضل لتقاسم المعلومات الممكنة إذا ما أخذت الخصوصية أيضا في الاعتبار».[52]
- IGDA، الرابطة الدولية لمطوري الألعاب وقفت ضد الوثيقة، حثت الكونجرس والرئيس على رفضها قائلة في جزء من بيانها، «نسخة سيسبا التي أصدرت لتوها من لجنة الاستخبارات في مجلس النواب لا تعالج قصور ناحية الخصوصية في النسخة السابقة، والتي رفضها البيت الأبيض. ولا تزال الوثيقة تحتفظ بلغتها الفضفاضة، وتفتقر للسيطرة المدنية، وتفتقر كذلك للرقابة القضائية، وما زالت تفتقر لحدود واضحة حول مدى مراقبة الحكومة للمعلومات على الإنترنت. يجب على البيت أن يصوت ضدها».[53]
- احتج الحزب الليبرالي بالتعتيم على محتواهم في الفيسبوك، وشجع الآخرين على أن يحذوا حذوهم.[54]

### أسبوع العمل
في حملة أطلق عليها «أسبوع وقف التجسس السيبراني»، وبدأت من يوم 16 أبريل 2012، نشرت العديد من جماعات الحريات المدنية حملات للتوعية ضد سيسبا (من خلال حملات تويتر هاشتاغ #CISPA و#CongressTMI) وشارك فيها على سبيل المثال لا الحصر، مشروع الدستور، الاتحاد الأمريكي للحريات المدنية، ومؤسسة الحدود الإلكترونية، مركز الديمقراطية والتكنولوجيا، ديماند بروغرس، الكفاح من أجل المستقبل، ومنظمة حرية الصحافة، مراسلون بلا حدود، مؤسسة صن لايت، تك فريدوم.
انتقدت مجموعة أنونيموس من الناشطين المخترقين، هذه الوثيقة، ودعت إلى «يوم تعتيم الإنترنت» للاحتجاج على الوثيقة. كان تاريخ التعتيم 22 أبريل 2013.

## محاولات سابقة قبل وثيقة الأمن السيبراني
بما أن التشريعات لابد أن تمر على مجلس النواب ومجلس الشيوخ في نفس المؤتمر، أي شيء قدم خلال المؤتمر 112 أو في وقت سابق يجب يمرر في المجلسين مرة أخرى.

### مجلس الشيوخ
- وثيقة S. 2151 (آمن الإنترنت)، التي عرضها السيناتور جون ماكين (جمهوري من أريزونا) في 1 مارس 2012.[61]
- وثيقة S. 2105 (قانون الأمن السيبراني)، التي قدمت للجنة في 15 فبراير 2012. برعاية السيناتور جوزيف ليبرمان (مستقل عن كونيتيكت).[62] فشلت في كسب دعم كاف لتمرر، وأعيدت الوثيقة، بعنوان «قانون الأمن السيبراني من عام 2012»، في 19 يوليو 2012 في شكل منقح وحذفت فرض الحكومة الاتحادية لمعايير الأمن على مقدمي بروتوكول الإنترنت، وكذلك إدخال منحى خصوصية أقوى وحماية الحريات المدنية.[63]

### مجلس النواب
- وثيقة HR 3674 (القانون الدقيق)، قدمته اللجنة في 18 أبريل 2012 من قبل النائب دان لونغرن (جمهوري عن كاليفورنيا).[64] تم تغيير القانون مؤخرا حيث أسقط لونغرن العديد من البنى التحتية الحساسة وأحكام دي إتش إس.[65] وستتم مناقشة الوثيقة جنبا إلى جنب مع سيسبا وHR 4257 (قانون تعديل أمن المعلومات الاتحادية 2012) اعتمادا على رئيس مجلس النواب بونر.
- وثيقة HR 4257 قانون تعديل أمن المعلومات الاتحادية عام 2012، قدم للجنة في 18 أبريل 2012[66] من قبل النائب دارل عيسى (جمهوري عن كاليفورنيا).